# Plestia deianira
Plestia deianira är en insektsart som beskrevs av Ronald Gordon Fennah 1950. Plestia deianira ingår i släktet Plestia och familjen Ricaniidae. Inga underarter finns listade i Catalogue of Life.